# Александру Гика
Александру Гика (на румънски: Alexandru Ghica) е османски политик.
Роден е в семейството на Скарлат Гика от видната фанариотска фамилия Гика. През 1766 година е назначен за войвода на Влашко и остава на този пост до 1768 година, когато е заменен от своя син Григоре III Гика.